# 乌法国际机场
乌法国际机场（俄语：Международный аэропорт Уфа，Öfö xalıq-ara aeroportı）是位于俄罗斯巴什科尔托斯坦共和国首府乌法市的一座机场。
该机场同时是俄罗斯伏爾加聯邦管區以及巴什科尔托斯坦共和国境内最大的机场，且是全俄第十大机场。乌法国际机场为俄罗斯巴什克利安航空的枢纽机场。乌法国际机场具有起降宽体客机、直升机等多型航空器的能力。2017年，乌法国际机场共计发送旅客281万名。
乌法国际机场始建于1924年，并于1963年完成重建。该机场拥有2座航站楼、2条跑道，并拥有接驳公共交通系统与乌法市区相连。乌法国际机场于2015年被评为“俄罗斯最佳机场”。

## 历史沿革
1924年5月11日，当地工程人员完成了乌法机场首个机库的建造工作。1924年5月15日，巴什科尔地区一个航空俱乐部支部在乌法机场成立。
1933年，苏联航空部门开通了第一条航经乌法的商业航线，该航线总长约730千米，这使得乌法机场具有连接斯捷尔利塔马克、梅列烏茲、姆拉科沃、拜馬克、马格尼托哥尔斯克、別洛列茨克等苏联国内城市的能力。
1956年，乌法机场管理部门对机场内的雅克-12联络机与米-1直升机进行了技术改造。并在1959年至1962年间对机场设施进行了重建，兴建了一条可供多种大中型客机起降的新跑道，新建了酒店餐饮设施、附属仓库和燃料储存设施等机场辅助性设施，并更新了机场雷达、无线电通讯等空情监测设备，提高了恶劣天气下机场引导客机降落的能力。1964年，乌法机场新航站楼也投入使用，新航站楼具备每小时容纳400名乘客的能力。
2001年1月5日，乌法国际机场2号航站楼投入使用，开始提供国际航班服务。2014年春季，乌法国际机场管理部门关闭了国际航站楼以进行重修，并自2014年5月18日起将国际航班服务临时改至1号航站楼右翼进行。其后，旧国际航站楼成为新国际航站楼的一个组成部分，乌法国际机场新国际航站楼于2015年春季启用，新国际航站楼将乌法机场国际航班旅客容量由每小时200人提高至800人。
2016年10月，乌法国际机场二号跑道在经过为期一年半的大修后重新开放，提高了跑道使用寿命和承载力，使乌法国际机场具备了起降包括波音777、空客A380等大型中远程宽体客机在内的多型多类飞机的能力。

## 航点
近十年来，乌法国际机场客流量呈稳中有升趋势，机场2017年接待旅客2,814,330人，较上年增长21.4%。2010-2016年旅客接待量分别为150.10万、168.86万、191.89万、221.80万、238.06万、231.34万、281.84万人。
| 航空公司             | 目的地 | 来源   |
| -------------------- | --- | ------ |
| 俄羅斯航空           | 莫斯科－谢列梅捷沃、普尔科沃、三亚 季节性航线： 辛菲罗波尔                                                 |        |
| 安加拉航空公司       | 伊尔库茨克、托尔马切沃                                                                                     | [ 12 ] |
| 阿特拉斯环球航空     | 季节性包机：安塔利亚、达拉曼                                                                               | [ 13 ] |
| 方位角航空           | 克拉斯诺达尔、顿河畔罗斯托夫、兹瓦尔特诺茨 、乌鲁木齐                                                      | [ 14 ] |
| 蓝色航空             | 季节性包机：安塔利亚、金兰、迪拜–阿勒馬克圖姆、果阿、布吉                                                  | [ 15 ] |
| 捷克航空             | 布拉格 | [ 16 ] |
| 埃林航空             | 季节性航线：塞萨洛尼基                                                                                     |        |
| 迪拜航空             | 迪拜－国际                                                                                                 | [ 17 ] |
| 格鲁吉亚航空         | 第比利斯（预计2019年4月3日起）                                                                             | [ 18 ] |
| 艾菲航空             | 季节性包机：安塔利亚                                                                                       |        |
| 克拉斯诺亚尔斯克航空 | 戈尔诺-阿尔泰斯克、科加雷姆、纳里扬马尔、诺亚布尔斯克、鄂木斯克、乌辛斯克                                  |        |
| 北斗星航空           | 巴库、诺里尔斯克                                                                                           |        |
| 北風航空             | 莫斯科－谢列梅捷沃 季节性包机： 安塔利亚、安菲达                                                           |        |
| 奥努尔航空           | 季节性包机：安塔利亚                                                                                       | [ 19 ] |
| 奥伦伯齐航空         | 切博克萨雷、伊热夫斯克、基洛夫、奥伦堡                                                                     | [ 20 ] |
| 佩加斯航空           | 季节性包机： 安塔利亚、曼谷-素万那普、金兰、杰尔巴、海口、安菲达、伊拉克利翁、拉纳卡、布吉                 |        |
| 紅翼航空             | 莫斯科－多莫杰多沃 季节性包机： 安塔利亚                                                                   |        |
| 俄羅斯皇家航空       | 季节性包机： 安塔利亚、安菲达、果阿                                                                        |        |
| 西伯利亚航空         | 莫斯科－多莫杰多沃、托尔马切沃、圣彼得堡                                                                   |        |
| 萨拉托夫航空         | 埃里温 |        |
| 土耳其航空           | 伊斯坦堡–哈瓦利曼                                                                                          | [ 25 ] |
| 烏拉爾航空           | 迪拜－国际、杜尚别、苦盏、莫斯科－多莫杰多沃、下瓦尔托夫斯克、诺亚布尔斯克、苏尔古特 季节性包机： 安塔利亚 |        |
| 烏塔航空             | 喀山、科加雷姆、莫斯科-伏努科沃、下诺夫哥罗德、新乌连戈伊、萨马拉、苏尔古特、库塔伊西、秋明、叶卡捷琳堡    | [ 26 ] |
| 鞑靼斯坦东南航空     | 喀山 季节性航线：巴统、辛菲罗波尔、索契                                                                    |        |
| 烏茲別克斯坦航空     | 塔什干 |        |
| 亚马尔航空           | 纳德姆、下瓦尔托夫斯克、托尔马切沃、诺亚布尔斯克、苏尔古特 季节性航线：卡卢加、汉特-曼西斯克、辛菲罗波尔   |        |

## 圖集

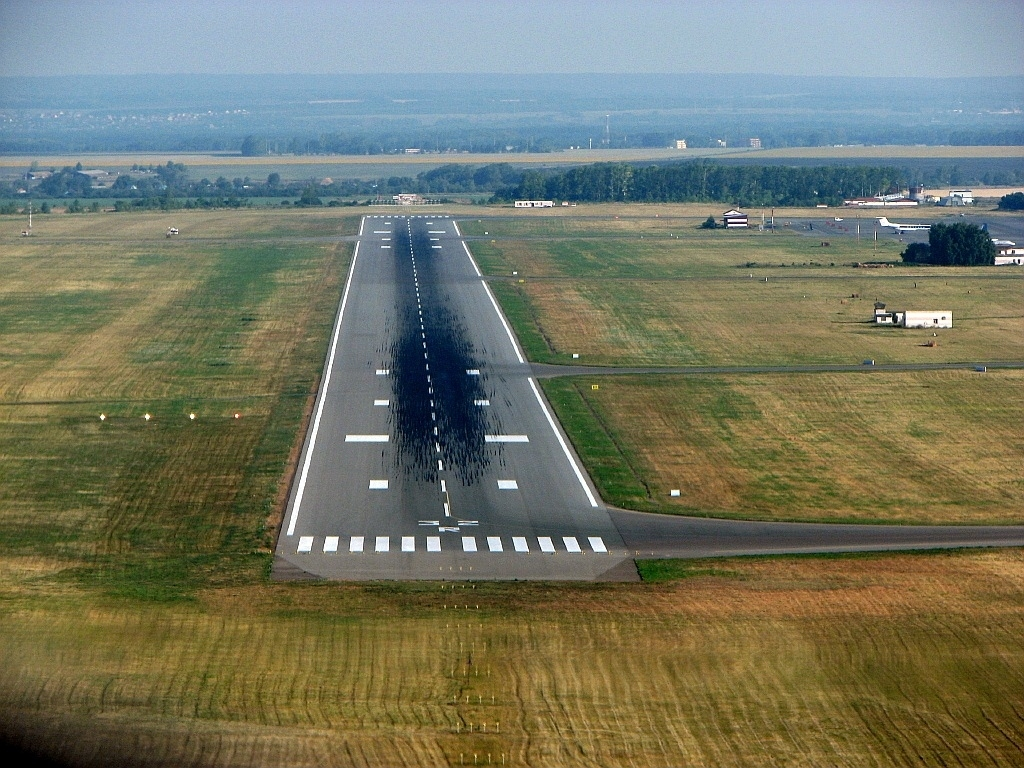
2010年7月，俯瞰乌法国际机场跑道。
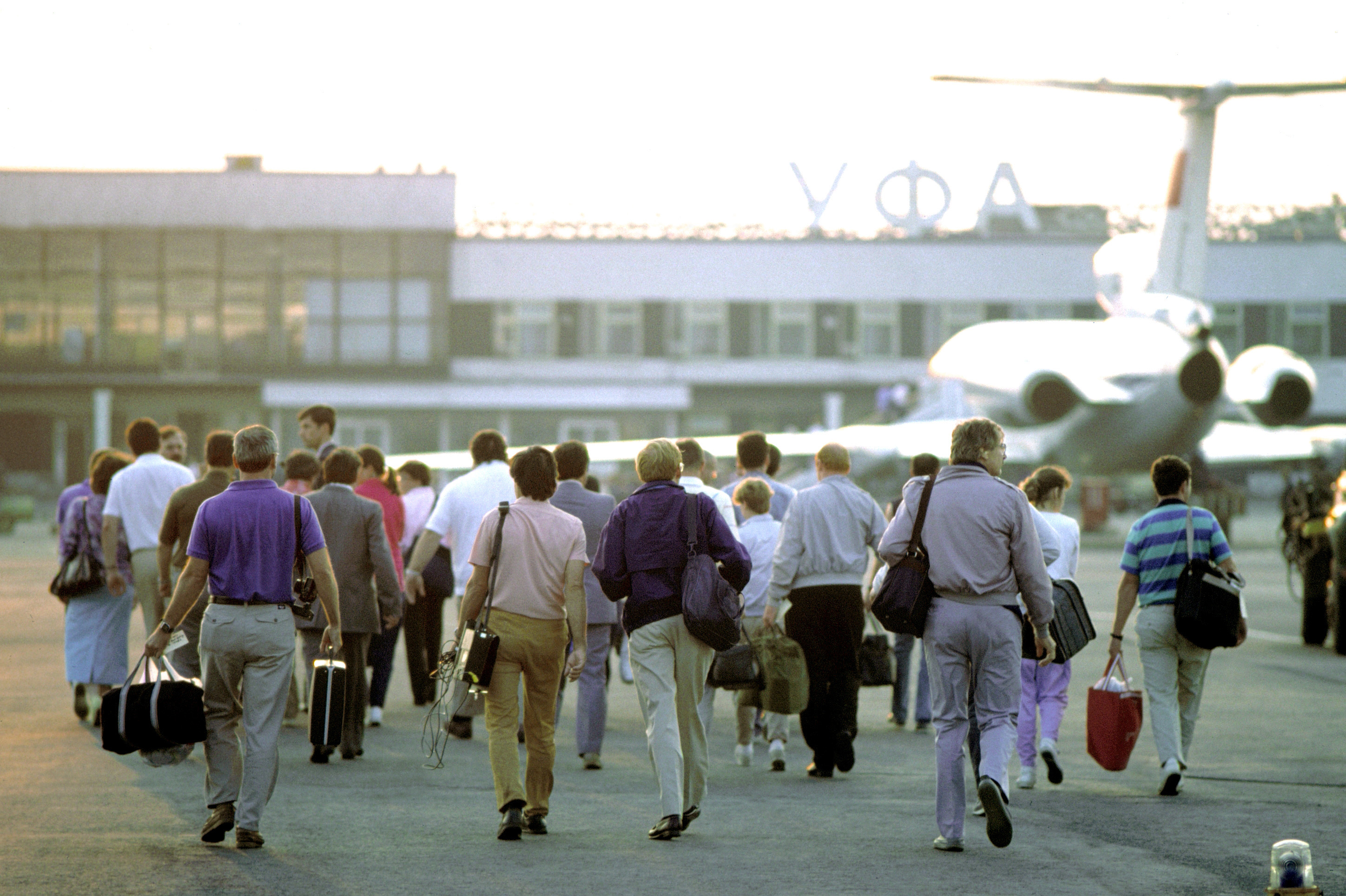
1989年，乌法国际机场的旅客人群。
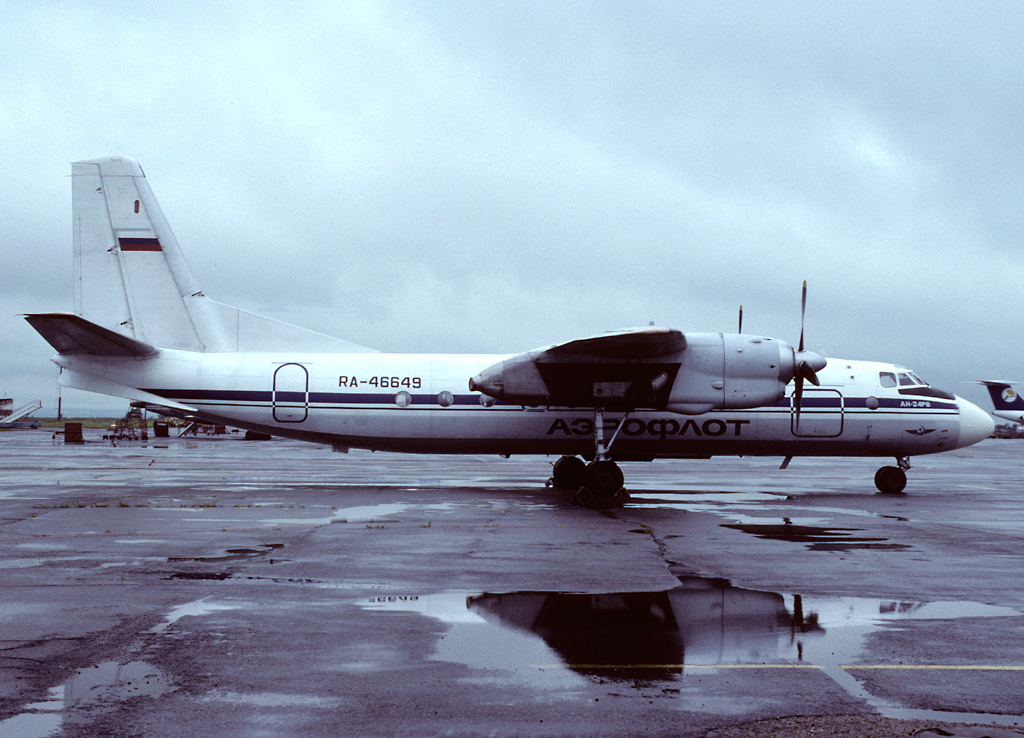
1994年，在乌法国际机场停机坪上的安-24RV客机。
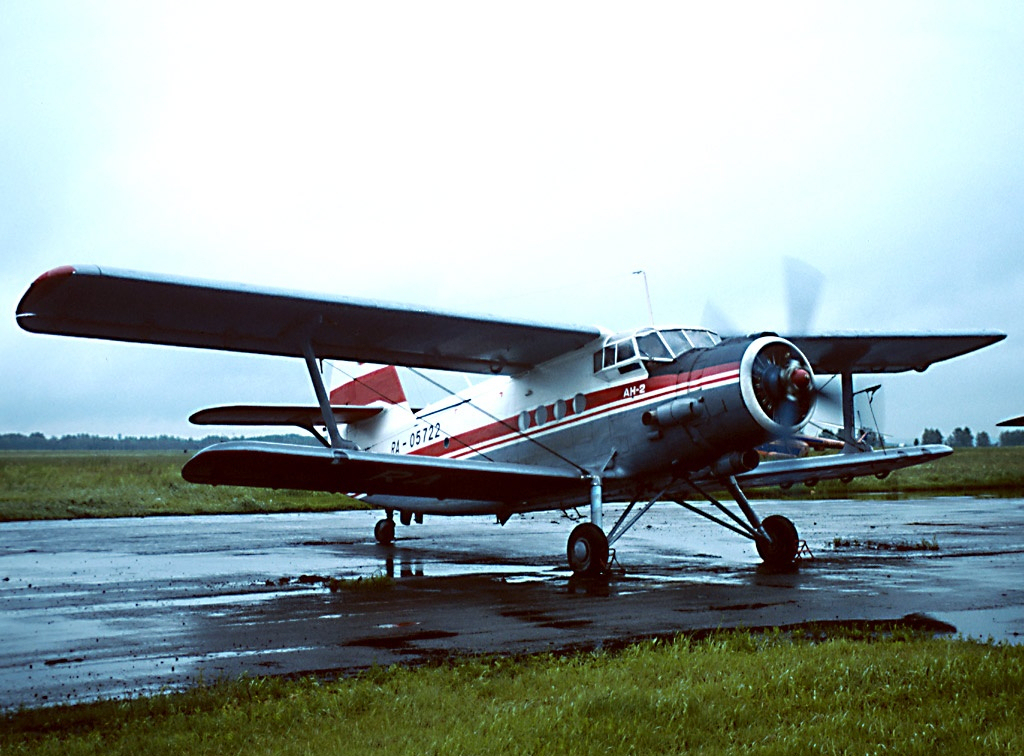
1994年，在乌法国际机场停机坪上的安-2飞机。